# عمر دردور
عمر دردور قائد الحركة الإصلاحية بجبل الأوراس ومعتمد جمعية العلماء المسلمين الجزائريين أول عالم جزائري يسجن ظلما في سبيل نشر الهداية الإسلامية

## حياته

### مولده ونشأته
ولد عمر دردور في قرية حيدوس بدائرة ثنية العابد بولاية باتنة الجزائرية، يوم الإثنين 12 ذو القعدة 1331هـ الموافق لـ13 أكتوبر سنة 1913م ، وببلوغه سن التعلم دخل كتاب قريته فأتم حفظ القرآن الكريم وهو في سن الحادية عشر ثم أتبع بحفظ متون العلوم الشرعية والآداب.

### تعليمه
انتقل بعد ذلك إلى زاوية الشيخ علي بن عمر بمدينة طولقة فقضى بها سنتين درس فيهما الكتب المعتمدة في فنون العلم المختلفة من نحو وفقه وفرائض وفلك.

## مع جمعية المسلمين الجزائريين
في سنة 1932 زار قسنطينة برفقة الشيخ عبد الحفيظ الهاشمي، وهناك قدمه هذا الأخير إلى الشيخ عبد الحميد بن باديس فأجرى امتحان القبول وصارأحد تلاميذ الجامع الأخضر وأسند إليه ابن باديس تدريس بعض المتون في أوقات فراغه. كما أسند إليه بعد ذلك أيضا إلقاء الدروس على الطلبة في مسجد سيدي قموش ومسجد سيدي بومعزة.
وفي سنة 1936 أسس مع جماعة من زملائه الشعبة الأوراسية لجمعية العلماء المسلمين الجزائريين، وقد قاموا انطلاقا من هذه الشعبة بنشاط هام في ميادين التربية وبث الوعي الديني والوطني في النفوس. وبعد ذلك بسنة عاد إلى مسقط رأسه أين تفرغ كلية للجهاد والنضال ونشر الدعوة الإصلاحية ومقاومة الانحرافات والخرافات، فأسس «مدرسة التربية والتعليم» وشرع في العمل لتكوين وتوعية الصغار والشباب والكهول.

## نضاله

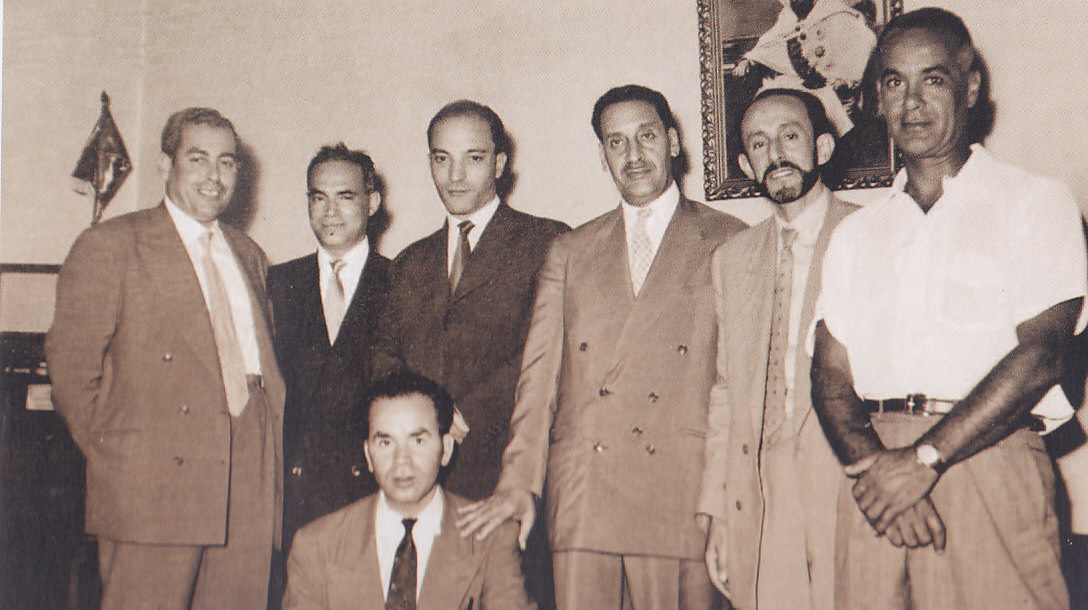
الواقفون من اليمين إلى اليسار: مصطفى لخاق ، عمر دردور ، عباس فرحات ، عبد الرحمن قيوان ، الأمين دباغين ، فرانسيس احمد ، الجالس: محمد الغسيري

### قبل الثورة
في أكتوبر 1937 اعتقل عمر دردور بتهمة سب الحكومة في اجتماع من الاجتماعات فقامت الجمعية بتعيين محاميين في باتنة والجزائر وبعثت برقيتي احتجاج إلى الوالي العام وإلى رئيس دائرة باتنة فمكث في السجن قرابة أربعة أشهر حتى أطلق سراحه يوم الخميس 4 ذي القعدة 1356هـ الموافق لـ 6 جانفي 1938م بعد خروجه من السجن، واصل الشيخ نضاله العلمي في إطار الشعبة الأوراسية لجمعية العلماء المسلمين الجزائريين، حتى اندلاع الحرب العالمية الثانية، حيث أصدرت السلطات الاستعمارية قرارا بتوقيف نشاط جميع الحركات السياسية وحركة جمعية العلماء المسلمين.

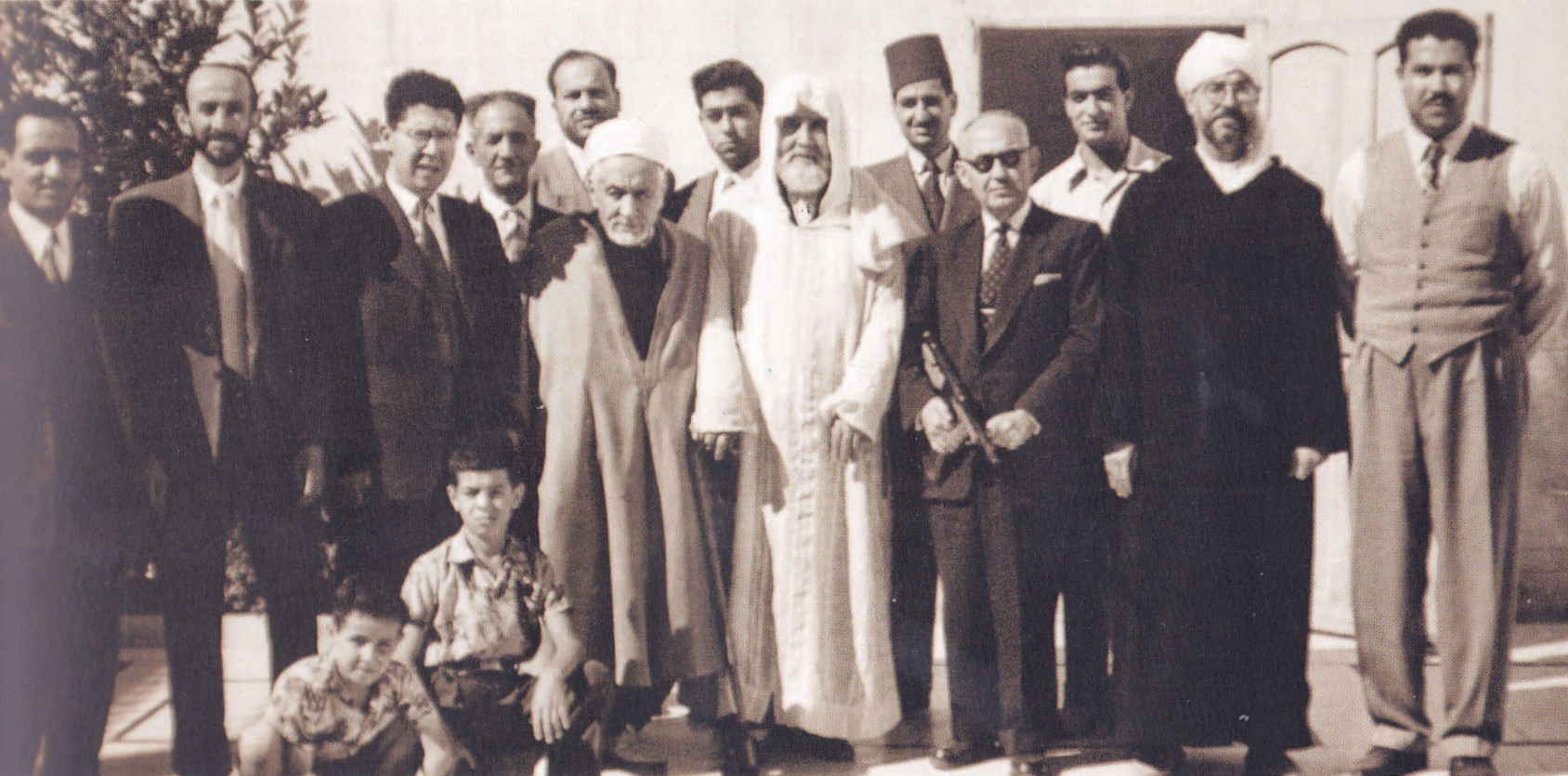
علماء جزائريون بمدينة دمشق

### أثناء الثورة
بعد اندلاع الثورة سافر الشيخ إلى فرنسا، حيث استقر في مدينة فيشي، وهناك استأنف نشاطه في إطار جبهة التحرير الوطني، عاملا على التعريف بالثورة الجزائرية وأهدافها ومنجزاتها، متنقلا بين عدة مدن في الشمال الفرنسي مثل ليون وباريس. وقد امتد نشاطه هذا من جويلية 1955 إلى يناير 1956.
انتقل بعد ذلك إلى القاهرة، أين التقى الشيخ محمد البشير الإبراهيمي وأعضاء قيادة الثورة في الخارج ابن بلة وآيت أحمد وخيضر. وهناك أسندت له مهمة التنقل بين البلدان العربية للتعريف بالثورة الجزائرية وجمع المساعدات لها.ظل الشيخ يؤدي عمله في القاهرة إلى غاية سنة 1960، حيث تم تحويله إلى تونس، أين كلف بمهمة تعليم وتوعية الجنود في الحدود الجزائرية وقد استمر في هذه المهمة إلى غاية الاستقلال.

## بعد الاستقلال

### وظائف
- بعد عودته إلى الجزائر عمل رفقة وزير الأوقاف حينذاك الأستاذ أحمد توفيق المدني على إنشاء معهد للتعليم الأصلي في مدينة باتنة، وقد تم البدء في المشروع في شهر نوفمبر 1962، ليتم تدشينه يوم 1 ماي سنة 1963 وقد أطلق على المعهد اسم صلاح الدين الأيوبي.
- وبعد إلغاء معاهد التعليم الأصلي سنة 1978، اجتهد الشيخ عمر دردور وعمل على تأسيس المعهد الإسلامي لتكوين الأئمة في سيدي عقبة، سنة 1981، وقد تحقق له ذلك، وعين أول مدير له.
- وبعد وفاة الشيخ محمد الأمير صالحي خلفه في مهمة مفتش الشؤون الدينية لولاية باتنة، ومحتفظا بمنصبه كمدير للمعهد الإسلامي بسيدي عقبة.
- وفي سنة 1986 عين مفتشا جهويا للشؤون الدينية في كل من باتنة وخنشلة وأم البواقي.

## وفاته
توفي صبيحة يوم الخميس 22 ربيع الثاني 1430 هـ، الموافق لـ 19 مارس 2009م. ودفن بعد صلاة الجمعة من اليوم الموالي في مقبرة مدينة تازولت (لامبيز).